# Germanías

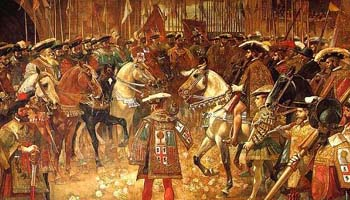
A paz das Germanías, óleo sobre tela, por Marcelino Unceta

A rebelião das Germanías (catalão: Revolta de les Germanies, espanhol: Rebelión de las Germanías)  foi uma revolta de guildas de artesãos (Germanias) contra o governo do rei Carlos V no Reino de Valência, parte da Coroa de Aragão. Ocorreu de 1519 a 1523, com a maioria dos combates ocorrendo durante 1521. A revolta valenciana inspirou uma revolta na ilha de Maiorca, também parte de Aragão, que durou de 1521 a 1523.
A revolta foi um movimento autonomista antimonarquista e antifeudal inspirado nas repúblicas italianas. Também tinha um forte aspecto anti-islâmico, à medida que os rebeldes se revoltavam contra a população camponesa muçulmana de Valência (também chamada de mudéjars, para contrastar com os cripto-muçulmanos ou mouriscos na Coroa de Castela, onde o Islã foi proibido) e impuseram conversões forçadas ao cristianismo. Os agermanats são comparáveis aos comuneros da vizinha Castela, que lutaram uma revolta semelhante contra Carlos de 1520-1522. Ambas as rebeliões foram parcialmente inspiradas pela partida para a Alemanha de Carlos, o novo rei de Castela e Aragão (em uma união pessoal que formaria a base para o Reino da Espanha), para assumir o trono como Sacro Imperador Romano e deixando para trás um Conselho Real e regente um tanto vergonhoso.